# Basile Ikouébé

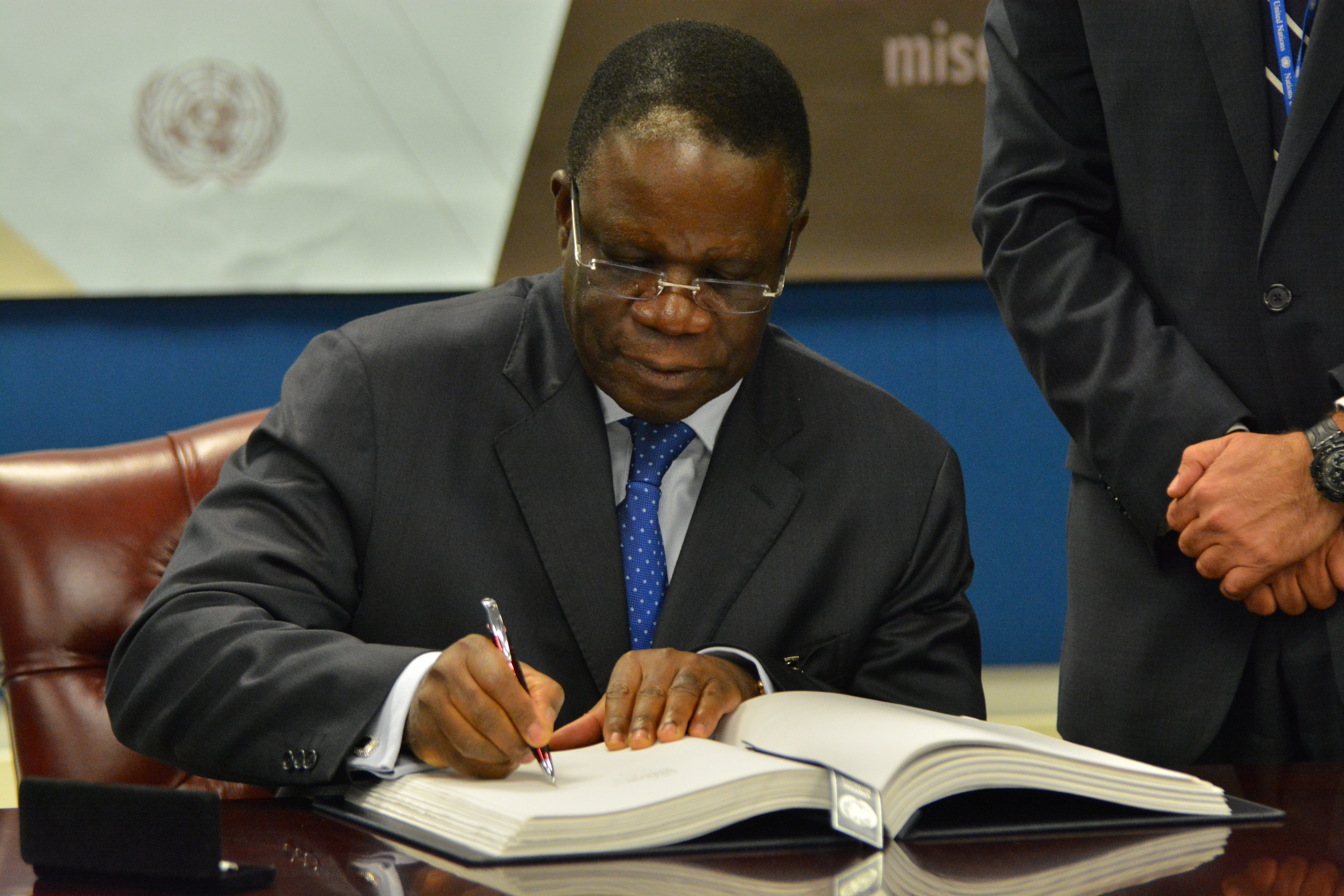
Basile Ikouébé

Basile Ikouébé (* 1. Juli 1946) ist ein Diplomat und Politiker aus der Republik Kongo.

## Biografie
Nach dem Schulbesuch studierte er am Internationalen Institut für öffentliche Verwaltung in Paris sowie am Institut für politische Studien in Bordeaux. Anschließend trat er in den Diplomatischen Dienst ein und war zwischen 1974 und 1986 Leiter der Abteilung für Internationale Organisationen im Außenministerium. In dieser Funktion nahm er auch an zehn UN-Generalversammlungen in New York teil. Zugleich war er zwischen 1975 und 1977 Privatsekretär und danach bis 1979 Sekretär des damaligen Außenministers Théophile Obenga.
1982 wurde er außerdem Diplomatischer Berater von Präsident Denis Sassou-Nguesso im Präsidialamt. Diese Funktion hatte er bis zur Wahlniederlage von Sassou-Nguesso im August 1992 inne und war zugleich zwischen 1987 und 1992 auch Leitender Privatsekretär des Präsidenten im Range eines Ministers. Von 1994 bis 1995 war er zunächst Sonderbotschafter, ehe er zwischen 1996 und 1998 Generalsekretär des Außenministeriums war. 1998 erfolgte seine Ernennung zum Ständigen Vertreter bei den Vereinten Nationen in New York. Diese Funktion hatte er bis 2007 inne und war in dieser Zeit im Mai 2006 auch Präsident des Sicherheitsrates der Vereinten Nationen. Während dieser Zeit kam es zur Verhaftung des Herausgebers der Zeitung „Thalassa“, Fortune Bemba, wegen eines präsidentenkritischen Artikels.
Am 31. Mai 2007 wurde er als Nachfolger des langjährigen Ministers für Auswärtige Angelegenheiten, Internationale Kooperation und Beziehungen zu frankophonen Ländern, Rodolphe Adada, in das Kabinett von Premierminister Isidore Mvouba berufen. Nachfolger als Ständiger Vertreter bei der UNO wurde Raymond-Serge Balé.

## Reden
- UN General Assembly - 63rd Session General Debate, September 2008